# Giorni e nuvole
Giorni e nuvole è un film del 2007 diretto da Silvio Soldini, regista già affermato per Pane e tulipani. Il film è una meditazione sull'incertezza del lavoro e della stabilità familiare.
Ha esordito il 26 ottobre 2007, dopo aver già riscosso un buon successo presso la critica all'anteprima alla seconda Festa del Cinema di Roma, dove concorreva nella sezione Première. Ha ottenuto il 21º miglior incasso italiano nella stagione 2007/2008 portandosi a casa, alla fine del suo anno di debutto, più di 3.000.000 di €.
Per l'interpretazione in questo film, Margherita Buy ha vinto un David di Donatello, un Nastro d'argento e un Ciak d'oro come migliore attrice protagonista e il premio per la migliore attrice al Festival cinematografico internazionale di Mosca.

## Trama
Genova, 2006. Elsa e Michele abitano nel centro storico e formano una famiglia benestante. Michele lavora come imprenditore in una ditta affermata e possiede un appartamento di lusso con la moglie Elsa. Lei si è appena laureata e sta lavorando, senza stipendio e solo per passione, per riportare alla luce un antico affresco dipinto sul soffitto di una casa nella parte più antica di Genova. La figlia Alice vive col suo ragazzo, non molto amato dai genitori, ed è comproprietaria di un piccolo ristorante in cui lavora.
Un giorno, la stabilità e la vita agiata di Elsa e Michele vengono sconvolte: il marito spiega alla moglie che ha perso il lavoro ormai da tempo, essendo stato escluso dalla società dal suo vecchio amico e dal nuovo socio. Da allora, la sua situazione di disoccupazione, che pare all'inizio essere temporanea e risolvibile, non cambia; per questo, la coppia è costretta a rinunciare agli agi a cui era abituata, la barca, le cene fuori, poi anche la casa, trasferendosi in un quartiere popolare.
Mentre Elsa, pur a malincuore, sembra reagire, trovando due lavori part-time come telefonista in un call center e come segretaria, rinunciando alla sua passione per il restauro, Michele non ne è capace. Dopo essere stato visto dalla figlia (a cui la gravità della situazione viene inizialmente nascosta) a svolgere il lavoro di Pony Express, rinuncia ai lavoretti temporanei; per un certo periodo trova la solidarietà e la collaborazione di due suoi ex dipendenti, che lo aiutano a svolgere piccoli lavori di manutenzione domestica in casa dei vicini per guadagnare qualcosa. Ma quando anche loro trovano un vero lavoro, Michele sprofonda nella depressione e nell'apatia, tanto da arrivare ad allontanarsi dalla figlia e dalla moglie.
Il film si conclude in maniera ambigua, mostrando le diverse strade che la vita ha preso per Elsa e Michele, ma anche lasciando intravedere un barlume di speranza sulla loro possibilità di risollevarsi, economicamente e soprattutto come coppia.

## Produzione
All'inizio del film, nella scena della festa di laurea di Elsa, la band che suona è formata da Aldo De Scalzi, musicista, Giovanni Venosta, compositore della colonna sonora che da anni collabora col regista italiano, e Massimo Mariani, che si è occupato a fianco di Venosta della composizione delle musiche e della post-produzione audio (i due erano presenti anche in Pane e tulipani, sempre come musicisti, nella scena del ballo). 
La barca, un Panda 29 del Nordcantieri di proprietà di Gianfranco Allori, è condotta da quest'ultimo disteso nel pozzetto.
C'è un cameo dello stesso regista, Silvio Soldini, nell'uomo che si avvicina a Michele (Antonio Albanese) quando va a trovare al lavoro Elsa (Margherita Buy). Una delle scene iniziali è ambientata sulla Passeggiata Anita Garibaldi del quartiere genovese di Nervi.

## Accoglienza

### Critica
- «Soldini mostra ancora una volta l'originalità dello sguardo e una straordinaria capacità di sapere tradurre questioni esistenziali in metafore estetiche». Commento del dizionario Farinotti ().[2]
- «[Il regista] scommette sulla capacità di raccontare la quotidianità e le sue inquietanti sfumature di grigio. L'identificazione con Albanese scatta lentamente, ma alla fine l'incubo del "nuovo povero" viene fuori con una [grande] finezza psicologica. A equilibrare la negatività dell'uomo c'è il ruolo della Buy, istintiva e "salvifica"». Commento del dizionario Mereghetti ().[3]
- «[Il film] di Soldini affronta due temi: l'amore coniugale, arduo da narrare anche in letteratura, e la perdita del lavoro in un sistema socioeconomico imperniato sul precariato. [...] Funzionali piani-sequenza. [...] Soldini evita le ripetizioni con la leggerezza dei soprassalti umoristici, le uscite a piedi o in motoretta. La Buy e Albanese sono eccellenti nel recitare con gli occhi e tutto il corpo». Commento del dizionario Morandini ().[4]

## Riconoscimenti
- 2008 - David di Donatello
  - Migliore attrice protagonista a Margherita Buy
  - Miglior attrice non protagonista a Alba Rohrwacher
  - Candidatura Miglior film a Silvio Soldini e Lionello Cerri
  - Candidatura Migliore regia a Silvio Soldini
  - Candidatura Migliore sceneggiatura a Doriana Leondeff, Francesco Piccolo, Federica Pontremoli e Silvio Soldini
  - Candidatura Miglior produttore a Lionello Cerri
  - Candidatura Miglior attore protagonista a Antonio Albanese
  - Candidatura Miglior attore non protagonista a Giuseppe Battiston
  - Candidatura Miglior colonna sonora a Giovanni Venosta
  - Candidatura Migliore scenografia a Paola Bizzarri
  - Candidatura Migliori costumi a Silvia Nebiolo e Patrizia Mazzon
  - Candidatura Miglior trucco a Esmé Sciaroni
  - Candidatura Migliori acconciature a Aldina Governatori
  - Candidatura Miglior montaggio a Carlotta Cristiani
  - Candidatura Miglior sonoro a François Musy
- 2008 - Festival cinematografico internazionale di Mosca
  - Silver George alla migliore attrice Margherita Buy
- 2008 - Nastro d'argento
  - Migliore attrice protagonista a Margherita Buy
  - Candidatura Regista del miglior film a Silvio Soldini
  - Candidatura Miglior sceneggiatura a Doriana Leondeff, Francesco Piccolo, Federica Pontremoli e Silvio Soldini
  - Candidatura Migliore attore protagonista a Antonio Albanese
- 2008 - Ciak d'oro
  - Migliore attrice protagonista a Margherita Buy[5]
  - Candidatura Miglior attore non protagonista a Giuseppe Battiston
  - Candidatura Miglior attrice non protagonista a Alba Rohrwacher
  - Candidatura Miglior produttore a Lionello Cerri
  - Candidatura Migliore sceneggiatura a Doriana Leondeff, Francesco Piccolo, Federica Pontremoli, Silvio Soldini
  - Candidatura Migliore fotografia a Ramiro Civita
  - Candidatura Migliore scenografia a Paola Bizzarri
  - Candidatura Migliori costumi a Silvia Nebiolo e Patrizia Mazzon
  - Candidatura Miglior montaggio a Carlotta Cristiani

## Citazioni
Nella scena in cui Alice se ne va di casa, il padre Michele dice «Alice non abita più qui», facendo riferimento all'omonima pellicola di Martin Scorsese.